# Santiago Papasquiaro
Pour les articles homonymes, voir Santiago (homonymie).
Santiago Papasquiaro est une ville de 41 539 habitants située au centre-ouest de l'État de Durango, au Mexique.
La ville se trouve sur les flancs orientaux de la Sierra Madre occidentale. Santiago Papasquiaro se trouve à une altitutde relativement élevée par rapport au niveau de la mer (plus de 1500 mètres). L'agriculture est fondamentale à l'économie locale. 
Plusieurs habitants de Santiago Papasquiaro émigrent aux États-Unis, plus particulièrement dans la banlieue de Chicago (Illinois). Chicago compte une importante communauté mexicaine de Durango et un nombre significatif de natifs de Santiago Papasquiaro.

## Climat
| Mois                                  | jan.      | fév.      | mars      | avril     | mai       | juin      | jui.      | août      | sep.      | oct.      | nov.      | déc.      | année |
| ------------------------------------- | --------- | --------- | --------- | --------- | --------- | --------- | --------- | --------- | --------- | --------- | --------- | --------- | ----- |
| Température minimale moyenne (°C)     | 1,8       | 2,8       | 4,7       | 8,4       | 11,8      | 14,8      | 14,9      | 14,6      | 13,3      | 8,5       | 3,7       | 2,2       | 8,5   |
| Température moyenne (°C)              | 11,8      | 13,6      | 15,9      | 19,4      | 22,4      | 24,1      | 22,9      | 22,1      | 21,1      | 17,8      | 14        | 11,8      | 18,1  |
| Température maximale moyenne (°C)     | 21,7      | 24,4      | 27,2      | 30,3      | 32,9      | 33,5      | 30,9      | 29,7      | 28,8      | 27,2      | 24,4      | 21,4      | 27,7  |
| Record de froid (°C)                  | −2,4      | −2,8      | 1,4       | 5,1       | 7,5       | 11,7      | 9,6       | 12        | 9,8       | 3,3       | 1         | −0,8      |       |
| Record de chaleur (°C) date du record | 31,7 1952 | 31,4 1952 | 31,1 1990 | 34,3 1990 | 36,2 1996 | 37,7 1957 | 37,7 1953 | 37,1 1953 | 34,4 1953 | 30,7 1953 | 30,5 1951 | 28,6 1957 |       |
| Précipitations (mm)                   | 13,4      | 4,9       | 3,4       | 5,5       | 15,1      | 69,2      | 144,4     | 150,5     | 93,5      | 31,2      | 11,1      | 10,3      | 552,5 |
| Nombre de jours avec précipitations   | 1,6       | 1,1       | 0,5       | 1         | 2,2       | 8         | 15,6      | 15,4      | 9,4       | 4,3       | 1,2       | 2,2       | 62,5  |

| Diagramme climatique                                  |            |            |            |              |              |               |               |              |             |             |             |
| J                                                     | F          | M          | A          | M            | J            | J             | A             | S            | O           | N           | D           |
| 21,71,813,4                                           | 24,42,84,9 | 27,24,73,4 | 30,38,45,5 | 32,911,815,1 | 33,514,869,2 | 30,914,9144,4 | 29,714,6150,5 | 28,813,393,5 | 27,28,531,2 | 24,43,711,1 | 21,42,210,3 |
| Moyennes : • Temp. maxi et mini °C • Précipitation mm |            |            |            |              |              |               |               |              |             |             |             |

## Personnalités liées à la ville
- Santiago de Baca Ortíz (1787 - 1832), premier gouverneur de l'État de Durango.
- Marlene Favela, une actrice et mannequin née dans cette ville.
- Silvestre Revueltas (1899 - 1940), un compositeur de musique et violoniste né à Santiago Papasquiaro.